# Samsung Galaxy Tab S3
La Samsung Galaxy Tab S3 es una tableta basada en Android producida y comercializada por Samsung Electronics. Perteneciente a la gama "S" (alta), se presentó junto con el Galaxy Book en el MWC 2017 y se lanzó por primera vez el 24 de marzo de 2017. Está disponible solo en variantes Wi-Fi y Wi-Fi/4G LTE.
Su sucesor, el Samsung Galaxy Tab S4, fue anunciado el 1 de agosto de 2018.

## Características
El Galaxy Tab S3 es el primer dispositivo de Samsung que ejecuta Android 7.0 Nougat de forma predeterminada. Por primera vez desde el Galaxy Tab 2, todos los idiomas que antes estaban ausentes en otras regiones están disponibles.
La tableta fue programada para recibir la actualización de Android Pie a mediados de 2019.
El dispositivo cuenta con una pantalla Super AMOLED de 9,7" y 2048 x 1536 compatible con vídeo HDR. La Tab S3 tiene un procesador Qualcomm Snapdragon 820, 4 GB de RAM, 32 GB de almacenamiento y una batería de 6000 mAh. También viene con un S Pen de la serie Samsung Galaxy Note, el primero de la gama Tab S en hacerlo.

## Recepción
The Verge criticó las cámaras del dispositivo, «suavizadas y manchadas», las limitaciones en la multitarea y el teclado Pogo estrecho, pero a su vez elogió la integración del S Pen y su ligereza.
Matt Swider de Tech Radar declaró que la tableta era «el mejor diseño de tableta de Samsung hasta el momento», elogiando la adición del lápiz óptico S-Pen gratuito y la pantalla preparada para HDR lista para el futuro mientras criticaba el costoso teclado y cómo una tableta «no podría reemplazar una computadora portátil».
Xiaomare Blanco de CNET también calificó el dispositivo como la mejor tableta de Samsung y afirmó: «La Samsung Galaxy Tab S3 es una tableta de diseño elegante que viene con un lápiz capaz. Tiene una impresionante pantalla AMOLED, sensor de huellas dactilares para mayor seguridad y altavoces cuádruples satisfactoriamente fuertes. También es la primera tableta compatible con HDR». El revisor también se sintió decepcionado porque las aplicaciones grandes tardaban en cargarse, mientras que el complemento del teclado es un extra costoso.
Max Parker de TrustedReviews señaló la buena incorporación de la pantalla HDR AMOLED, el S Pen y el peso ligero, pero dijo que el software «carece de pulido», que la multitarea es «inestable» en el dispositivo y que la parte posterior de vidrio de la tableta era un «imán de huellas dactilares».